# IHeart Japan
iHeart Japan株式会社は再生医療製品の開発を主たる事業とするベンチャー企業。角田健治らによって2013年に設立された。この頃の経緯については、『起業.tv』 および『社長名鑑』 のインタビューで角田健治によって語られている。
京都大学iPS細胞研究所の教授である山下潤、京都大学再生医科学研究所（現・医生物学研究所）の田畑泰彦らの研究成果を社会に実装することを目指すとしており、「細胞医薬を実現し、心臓移植が要らない社会を作る」ことを中期ビジョンに定めている。
冒険心とプロフェッショナリズムを重視しており、「前例が無いことに挑み、前例を作ることによって社会を進歩させ、より良い世界を作ること」を自社の使命とすると経営理念に掲げている。
2014年にタカラバイオ株式会社とリサーチ・ツール事業で提携した。iPS細胞から分化させた心筋細胞、血管内皮細胞、その他の関連製品を、「MiraCell」のブランド名でタカラバイオが製造販売している。
2018年に京都事業所内に細胞培養加工施設を設置し、2019年に厚労省から特定細胞加工物の製造許可を得た。
2021年に経済産業省が推進するJ-Startupに選定されるなど、再生医療業界内で特に注目されている企業の1つである。また、創業者であり社長の角田健治は、2018年にForbes Japanが選ぶ『200 superstar entrepreneurs』に、2024年にForbes Japanが選ぶ『400 superstar entrepreneurs』に選出されている。

## 受賞
- 2022年 ジャパン・ヘルスケアベンチャー・サミット2021にて、JHVS2021 Venture Awardを受賞
- 2018年 大学発ベンチャー表彰にて日本ベンチャー学会会長賞を受賞。
- 2015年 Japan Venture Awardsにて医療技術奨励特別賞を受賞。
- 2015年 日本バイオベンチャー大賞にて経済産業大臣賞を受賞。

## 開発品
- IHJ-301 - iPS細胞由来心血管系細胞多層体。iPS細胞から心筋細胞や内皮細胞などに分化させ、それらの心血管系細胞を薄膜状にしたものを積層した多層体である。心不全患者の心臓に移植し、心機能を改善することが期待されている。2024年に治験を開始した[5]。